# 스티그마타
《스티그마타》(영어: Stigmata)는 미국에서 제작된 루퍼트 웨인라이트 감독의 1999년 초자연 공포 영화이다. 퍼트리샤 아켓 등이 출연하였고, 프랭크 맨쿠소 주니어 등이 제작에 참여하였다.

## 출연진
- 퍼트리샤 아켓
- 게이브리얼 번
- 조너선 프라이스
- 니아 롱
- 라데 셰르베지야
- 엔리코 콜런토니
- 잭 도너
- 토머스 코패치
- 딕 러테사
- 포샤 더로시
- 패트릭 멀둔
- 앤 큐색

## 기타 제작진
- 라인 제작: 비키 윌리엄스
- 배역: 웬디 커츠먼
- 미술: 발데마르 칼리노프스키
- 의상: 루이즈 프로글리
- 특수 분장: 비 닐
- 총괄 음악 제작: 버드 카